# Wildfire (Fernsehserie)
Wildfire ist eine US-amerikanische Fernsehserie über Kris Furillo, ein anfangs 18-jähriges Mädchen, das nach einer verbüßten Haft einen Neuanfang im Pferdesport schafft. Die Serie umfasst insgesamt 4 Staffeln zu je 13 Episoden. Die Ausstrahlung beim amerikanischen Kabelsender ABC Family begann am 20. Juni 2005 und endete am 26. Mai 2008, als die Serie wegen gesunkener Quoten eingestellt wurde. Der deutsche Sender VOX strahlte die Serie vom 5. November 2008 bis zum 27. Januar 2009 erstmals aus.

## Inhalt
Der Pferdetrainer Pablo Betart (Greg Serano) lernt im Rahmen eines Resozialisierungsprogrammes einer Jugendhaftanstalt die 18-jährige Kris Furillo (Genevieve Cortese) kennen, die wegen Autodiebstahls verurteilt wurde. Pablo erkennt sofort ihre ungewöhnliche Begabung im Umgang mit den Pferden und so überredet er seine Chefin Jean Ritter (Nana Visitor), Kris nach der Haft auf der Raintree Farm aufzunehmen. Raintree steht vor wirtschaftlichen Problemen, da Jeans Ex-Mann die Farm wegen seiner Spielschulden finanziell hat ausbluten lassen.
Kaum ist sie auf Raintree, beginnt zwischen Jeans Sohn Matthew (Micah Alberti) und seinem Jugendfreund Kenneth Walter Davis jr., genannt Junior (Ryan Sypek) ein Wettkampf um Kris’ Gunst. Dieser Wettkampf wird vor allem von Juniors Vater Ken (James Read), dem Chef der konkurrierenden „Davis Farm“, und seiner Schwester Danielle (Nicole Tubiola) nicht mit Wohlwollen aufgenommen. In Danis Fall liegt das insbesondere an ihrer Eifersucht, weil ihrem Bruder nun wieder die gesamte Aufmerksamkeit ihres Vaters gehört und weil sie selbst einmal mit Matt zusammen war.
Kris allerdings hat anfangs nur Augen für Wildfire, einen besonders temperamentvollen Hengst, dem ihr Herz vom ersten Augenblick an gehörte.

## Besetzung
| Name              | Rolle          | Synchronisation         |
| ----------------- | -------------- | ----------------------- |
| Genevieve Cortese | Kris Furillo   | Anke Kortemeier         |
| Nicole Tubiola    | Danielle Davis | Shandra Schadt          |
| Nana Visitor      | Jean Ritter    | Dagmar Dempe            |
| Greg Serano       | Pablo Betart   | Manou Lubowski          |
| Micah Alberti     | Matt Ritter    | Benedikt Gutjan         |
| Andrew Hoeft      | Todd Ritter    | Tobias John von Freyend |
| Ryan Sypek        | Junior Davis   | Johannes Raspe          |
| Dennis Weaver     | Henry Ritter   | Norbert Gastell         |
| Arye Gross        | Charlie Hewitt |                         |
| James Read        | Ken Davis      | Michael Schwarzmaier    |
| Joe Lando         | Pete Ritter    |                         |
| Jason London      | Bobby          |                         |
| Shanna Collins    | Amber          |                         |

## Episodenliste

### Staffel 1
| Episode   | Erstausstrahlung DE | Titel (Deutsch)        | Titel (Original)      | Erstausstrahlung USA |
| --------- | ------------------- | ---------------------- | --------------------- | -------------------- |
| 01 (1-01) | 05.11.2008          | Neuanfang              | Premiere (aka. Pilot) | 20.06.2005           |
| 02 (1-02) | 06.11.2008          | Die Rettung            | The Rescue            | 27.06.2005           |
| 03 (1-03) | 07.11.2008          | Intrige                | Trust                 | 04.07.2005           |
| 04 (1-04) | 10.11.2008          | Mütter                 | Mothers               | 11.07.2005           |
| 05 (1-05) | 11.11.2008          | Harte Zeiten           | Guilty                | 18.07.2005           |
| 06 (1-06) | 12.11.2008          | In fremden Betten      | The Claiming Race     | 25.07.2005           |
| 07 (1-07) | 13.11.2008          | Geheimnisse            | Lost & Found          | 01.08.2005           |
| 08 (1-08) | 14.11.2008          | Vergiftet              | The Track             | 08.08.2005           |
| 09 (1-09) | 17.11.2008          | Sturmfrei              | The Party             | 15.08.2005           |
| 10 (1-10) | 18.11.2008          | Falsche Entscheidungen | Identity              | 22.08.2005           |
| 11 (1-11) | 19.11.2008          | Konkurrentinnen        | Tina Sharp            | 29.08.2005           |
| 12 (1-12) | 20.11.2008          | Spiel mit dem Feuer    | Impressions           | 05.09.2005           |
| 13 (1-13) | 21.11.2008          | Eine zweite Chance     | Loyality              | 12.09.2005           |

### Staffel 2
| Episode   | Erstausstrahlung DE | Titel (Deutsch)          | Titel (Original)                            | Erstausstrahlung USA |
| --------- | ------------------- | ------------------------ | ------------------------------------------- | -------------------- |
| 14 (2-01) | 24.11.2008          | Die letzte Spritztour    | Try it without the Porsche!                 | 02.01.2006           |
| 15 (2-02) | 25.11.2008          | Und Action!              | Opportunity Knocks                          | 09.01.2006           |
| 16 (2-03) | 26.11.2008          | Die Komplizin            | A good Convict is hard to find              | 16.01.2006           |
| 17 (2-04) | 28.11.2008          | Gefährliche Liebschaften | Dangerous Liaisons                          | 23.01.2006           |
| 18 (2-05) | 01.12.2008          | Kopf an Kopf             | Family Matters                              | 30.01.2006           |
| 19 (2-06) | 02.12.2008          | Dunkle Vergangenheit     | Nothing takes the Past away like the Future | 06.02.2006           |
| 20 (2-07) | 03.12.2008          | Sturheit siegt           | Taking Off                                  | 27.02.2006           |
| 21 (2-08) | 04.12.2008          | Unter Druck              | Fear                                        | 06.03.2006           |
| 22 (2-09) | 05.12.2008          | Zusammenbruch            | Break Down                                  | 13.03.2006           |
| 23 (2-10) | 08.12.2008          | Grünes Licht             | 51/49                                       | 20.03.2006           |
| 24 (2-11) | 09.12.2008          | Darf ich bitten?         | Who are you?                                | 27.03.2006           |
| 25 (2-12) | 10.12.2008          | Starthilfe               | For Love or Money                           | 03.04.2006           |
| 26 (2-13) | 11.12.2008          | Absturz                  | Close Shave                                 | 10.04.2006           |

### Staffel 3
| Episode   | Erstausstrahlung DE | Titel (Deutsch)    | Titel (Original)    | Erstausstrahlung USA |
| --------- | ------------------- | ------------------ | ------------------- | -------------------- |
| 27 (3-01) | 12.12.2008          | Schweres Erbe      | Fairy Tale Endings  | 01.01.2007           |
| 28 (3-02) | 15.12.2008          | In Deckung         | The Feud            | 08.01.2007           |
| 29 (3-03) | 16.12.2008          | Der Clown im Ring  | Moving on           | 15.01.2007           |
| 30 (3-04) | 17.12.2008          | Verstrickt         | Close to Home       | 22.01.2007           |
| 31 (3-05) | 18.12.2008          | Kompromisse        | Love vs. Work       | 29.01.2007           |
| 32 (3-06) | 19.12.2008          | Kollaps            | Kiss-Kiss           | 05.02.2007           |
| 33 (3-07) | 22.12.2008          | Rivalinnen         | Push me/Pull me     | 12.02.2007           |
| 34 (3-08) | 23.12.2008          | Bauchgefühl        | The Goodbye         | 19.02.2007           |
| 35 (3-09) | 29.12.2008          | Der letzte Ritt    | Heartless           | 26.02.2007           |
| 36 (3-10) | 30.12.2008          | Tiefschläge        | Diplomacy           | 05.03.2007           |
| 37 (3-11) | 05.01.2009          | Das schwarze Schaf | You can count on me | 12.03.2007           |
| 38 (3-12) | 06.01.2009          | Seitenwechsel      | Picking Sides       | 19.03.2007           |
| 39 (3-13) | 07.01.2009          | Alles auf Sieg     | So long, Pardner    | 26.03.2007           |

### Staffel 4
| Episode   | Erstausstrahlung DE | Titel (Deutsch)           | Titel (Original)            | Erstausstrahlung USA |
| --------- | ------------------- | ------------------------- | --------------------------- | -------------------- |
| 40 (4-01) | 08.01.2009          | Comeback, Teil 1          | The More Things Change (1)  | 21.01.2008           |
| 41 (4-02) | 09.01.2009          | Comeback, Teil 2          | The More Things Change (2)  | 28.01.2008           |
| 42 (4-03) | 12.01.2009          | Heilende Hände            | Calm                        | 04.02.2008           |
| 43 (4-04) | 13.01.2009          | In Flammen                | Flames                      | 11.02.2008           |
| 44 (4-05) | 14.01.2009          | Vom Winde verweht         | The Friend                  | 18.02.2008           |
| 45 (4-06) | 15.01.2009          | Vor dem Altar             | Friendship/Passion          | 25.02.2008           |
| 46 (4-07) | 16.01.2009          | Stolperfallen             | Commitment Issues           | 03.03.2008           |
| 47 (4-08) | 19.01.2009          | Ein Traum wird wahr       | Life’s Too Short            | 10.03.2008           |
| 48 (4-09) | 20.01.2009          | Das Versprechen           | Vows                        | 28.04.2008           |
| 49 (4-10) | 21.01.2009          | Die Ausreißer             | The Comeback                | 05.05.2008           |
| 50 (4-11) | 22.01.2009          | Hochzeit mit Hindernissen | Being Mrs. Junior           | 12.05.2008           |
| 51 (4-12) | 23.01.2009          | Endspurt, Teil 1          | The Ties That Bind: Part I  | 19.05.2008           |
| 52 (4-13) | 26.01.2009          | Endspurt, Teil 2          | The Ties That Bind: Part II | 26.05.2008           |

## Rollen
Kristin „Kris“ Furillo (Genevieve Cortese)
Kris verbrachte wegen schweren Autodiebstahls einige Zeit in Jugendhaft in der Jugendstrafanstalt Camp LaGrange. Hier lernte sie reiten. Sie hat eine besondere Verbindung zu Wildfire, einem Pferd, das sie vor dem Schlachter bewahrt hat und half, aus ihm ein Rennpferd zu machen. Später verliebt sie sich in Junior, den sie zuvor viele Male zurückgewiesen hat. Die Beziehung der beiden geht jedoch in die Brüche, weil Junior Tina Sharp, den Jockey, der beim Sandpiper Rennen für Raintree starten sollte, abgeworben hatte. Obwohl Kris das Sandpiper Rennen nicht gewinnen konnte, wird Kerry Connelly auf sie aufmerksam. Sie macht ihn zu ihrem Manager. Zwischen den beiden entwickelt sich eine Beziehung. Doch anstatt Kris glücklich zu machen, nimmt er das Geld von Kris und Raintree und möchte verschwinden. Er stürzt jedoch mit dem Flugzeug ab und wird bei seiner Entlassung aus dem Krankenhaus verhaftet. Zwischen diesem Ereignis und der zehnten Folge der dritten Staffel kommt es immer zu Küssen zwischen Kris und Junior. In der zehnten Folge der dritten Staffel werden Kris und Matt ein Paar, was sehr verletzend für Junior ist. Kris nimmt an einem illegalen Pferderennen teil, um ins Kentucky Derby zu kommen und verliert ihre Rennlizenz, weil das Rennkomitee von diesem Rennen erfährt. Daraufhin verlässt Kris Raintree und wohnt für einige Monate in einem Motel in Colorado. Als Matt sie zurückholen will, macht sie ihm klar, dass die Beziehung zu Ende ist. Als sie erfährt, dass Junior in eine andere verliebt ist, ist sie sehr unglücklich. Als Matt ihr auch noch sagt, dass Wildfire immer schlechtere Zeiten läuft, beschließt sie heimlich, zurückzukehren. Am Ende der Serie heiratet sie Junior, den sie immer mehr geliebt hat als alle anderen, mit denen sie zusammen war.
Danielle „Dani“ Davis (Nicole Tubiola)
Tochter von Ken Davis, Sen. und jüngere Halbschwester von Junior. Dani besaß ehemals ihren eigenen Rennstall. Nachdem ihr Vater angeklagt wurde, Abrechnungen zu fälschen, übernahm sie die Mehrheitsanteile an der Davis Farm. Dani wünscht sich sehr, Liebe von ihrem Vater zu bekommen. Wirklich geliebt wurde sie nur von Bullenreiter R.J. Blake. Er starb, nachdem er von einem Bullen auf die Hörner genommen wurde. Nachdem sie ihre Rennlizenz verlor, als sie Verantwortung für ein illegales Rennen übernahm, kehrte sie ihrem Vater und der Davis Farm den Rücken zu und baute eine Pferdeklinik auf. Dort verliebt sich ihr Tierarzt Dr. Noah Gleason in sie. Dani möchte aber keine feste Beziehung, weil sie über R.J.´s Tod noch nicht hinweg ist. Deshalb kündigt Noah, weil er es nicht ertragen kann in Danis Nähe zu sein und zu wissen, dass es nie eine Beziehung geben wird.
Jean Ritter (Nana Visitor)
Sie ist Matts und Todds Mutter und Miteigentümerin der Raintree Farm. Jean ist Mentor und oft auch Mutterfigur für Kris. Sie geriet oft mit Kris und ihrem Sohn Matt über Wildfires Training und die Führung der Raintree Farm aneinander.
Pablo Betart (Greg Serano)
Ein ehemaliger Häftling und angesehener Reiter. Pablo entdeckte Kris’ Talent fürs Reiten und den Umgang mit Pferden, als er als ehrenamtlicher Trainer im Camp LaGrange arbeitete. Er stellte Kris als Helfer auf der Raintree Farm ein. Er wird Mitbesitzer von Wildfire zusammen mit Jean und Matt und war früher Haupttrainer von Raintree. Er wechselte zur Davis Farm, nur um später wieder zur Raintree Farm zurückzukehren.
Matthew „Matt“ Ritter (Micah Alberti)
Der älteste Sohn von Jean und Todds älterer Bruder. Er und seine Mutter erbten je zur Hälfte die Raintree Farm, als sein Großvater Henry Ritter (Jeans Vater) starb. Schon frühzeitig wollte Matt nichts mit dem Familiengeschäft, mit Pferden und Pferderennen zu tun haben. Später entdeckte er sein Talent zum Trainieren und Konditionieren von Vollblutpferden und wurde Raintrees Haupttrainer.
Kenneth „Ken“ Bretford Davis, Sr. (James Read)
Vater von Dani und Junior. Er machte Davis Farms zu einem der leistungsstärksten Rennställe des Landes. Er verlor die Kontrolle über die Farm, als er wegen sechs Betrugsfällen angeklagt wurde, was ihn veranlasste, die Farm und sein Guthaben auf seine Kinder zu übertragen. In einer Reihe von Ereignissen verlor er seine Mehrheitsanteile an der Farm an Dani. Nachdem er von allen Anzeigen freigesprochen wurde, kaufte er 46 % der Davis Farm zurück.
Kenneth Walter Davis „Junior“ (Ryan Sypek)
Sohn und Namensvetter von Ken und älterer Halbbruder von Dani. Er besaß einmal einen Nachtclub, verwettete ihn aber an seinen ehemaligen Buchmacher Bobby. Er versuchte sich auch in professionellem Bullenreiten. Junior weigert sich standhaft, die Farmgeschäfte zu übernehmen, auch wenn sein Vater darauf besteht. Und auch wenn Junior sein Bestes versucht, mit dem Klischee des „reichen Kindes“ zu brechen, liebt er seinen Porsche Cabrio.
Todd Ritter (Andrew Hoeft)
Der verschrobene und über sein Alter hinaus intelligente Sohn von Jean und Matts jüngerer Bruder. Er ist in der High School und lebt auf der Raintree Farm.
Gillian Parsons (Charlotte Salt)
Eine reiche Erbin und Mitglied im Renngremium. Sie war stiller Partner und Mitinhaberin der Davis Farm zusammen mit Dani Davis, bis sie ihre Anteile an eine Drittfirma verkaufte, die, was sie nicht wusste, Ken Davis, Sr. gehört. Einst gehörte ihr Wildfires einziger Nachkomme, ein Fohlen mit dem Namen Flame, das geboren wurde, bevor Wildfire unfruchtbar wurde.

### Gastdarsteller und ihre Rollen
| Name               | Charaktername        | Erscheinen in der Anzahl der Folgen | Erscheinen in der Anzahl der Folgen | Erscheinen in der Anzahl der Folgen | Erscheinen in der Anzahl der Folgen |
| Name               | Charaktername        | Staffel 1                           | Staffel 2                           | Staffel 3                           | Staffel 4                           |
| ------------------ | -------------------- | ----------------------------------- | ----------------------------------- | ----------------------------------- | ----------------------------------- |
| Josh Berry         | Bart Blitzer         | 2                                   | 1                                   | 2                                   |                                     |
| Shanna Collins     | Amber                | 5                                   |                                     |                                     |                                     |
| Debrah Farentino   | Isabelle Matia-Faris | 1                                   | 3                                   |                                     |                                     |
| Maurizo Farhad     | Sheik Omar           |                                     |                                     | 4                                   |                                     |
| Arye Gross         | Charlie Hewitt       | 6                                   | 5                                   |                                     |                                     |
| Judy Herrera       | Leanne Diaz          |                                     | 1                                   |                                     |                                     |
| Kieren Hutchison   | Kerry Connelly       |                                     | 10                                  | 1                                   |                                     |
| Amy Jo Johnson     | Tina Sharp           | 4                                   | 2                                   | 1                                   |                                     |
| Joe Lando          | Pete Ritter          | 2                                   | 4                                   |                                     |                                     |
| Jason London       | Bobby                | 6                                   | 2                                   | 2                                   |                                     |
| Scarlett McAlister | Wendy Levy           | 2                                   | 2                                   |                                     |                                     |
| Jonathan Murphy    | Calvin Handley       |                                     |                                     |                                     | 6                                   |
| David Ramsey       | Dr. Noah Gleason     |                                     |                                     |                                     | 5                                   |
| Ignacio Serricchio | Jace Furillo         |                                     |                                     | 1                                   |                                     |
| Amanda Seyfried    | Rebecca              |                                     | 5                                   |                                     |                                     |
| John Terry         | Uncle Jesse          |                                     |                                     | 2                                   | 3                                   |
| Kristy Vaughan     | Molly Blitzer        | 1                                   | 1                                   |                                     |                                     |
| Robbie Washington  | Evan Garvey          | 3                                   |                                     |                                     |                                     |
| Dennis Weaver      | Henry Ritter         | 5                                   |                                     |                                     |                                     |
| Eric Winter        | R.J. Blake           |                                     |                                     | 5                                   |                                     |
| Alicia Ziegler     | Laura Nichols        |                                     |                                     |                                     | 5                                   |

## DVD-Veröffentlichung
| DVD-Titel              | Veröffentlichung  | Anzahl der DVDs | Anzahl der Episoden |
| ---------------------- | ----------------- | --------------- | ------------------- |
| Wildfire: Staffel eins | 28. November 2008 | 4               | 13                  |
| Wildfire: Staffel zwei | 23. Januar 2009   | 3               | 13                  |
| Wildfire: Staffel drei | 3. April 2009     | 3               | 13                  |
| Wildfire: Staffel vier | 22. Mai 2009      | 3               | 13                  |

## CD-Veröffentlichung
| Wildfire – Der original Soundtrack zur Serie | Wildfire – Der original Soundtrack zur Serie |
| -------------------------------------------- | -------------------------------------------- |
| Erschienen:                                  | 23. Januar 2009                              |
| Label:                                       | Edel Records                                 |